# 罗任一
罗任一（1897年—1965年），原名罗豁，又名陆纯一，男，湖北罗田人，中国政治人物，曾任中国农工民主党中央委员会委员，第三、四届全国政协委员。